# Ovitamon artifrons
Ovitamon artifrons is een krabbensoort uit de familie van de Potamidae. De wetenschappelijke naam van de soort is voor het eerst geldig gepubliceerd in 1884 door Bürger.